# Norrskata kyrka
Norrskata kyrka är en luthersk träkyrka i Åbolands skärgård i Finland. Kyrkan är belägen i Korpo i Pargas stad på ön Norrskata. Kyrkan ägs av Pargas kyrkliga samfällighet.

## Historia
Norrskata kyrka hör till de små kyrkor och kapell som byggdes av skärgårdsborna själva för att få eget andaktshus. Grunden lades redan 1911, men först ungefär två årtionden senare i 1934 byggde norrskataborna med förenade krafter sin nuvarande träkyrka, öns första, i Kärvois by. Kyrkan blev en rödmålad långkyrka. Klockstapeln, ritat av Ernst Adolf Nordström, byggdes två årtionden senare och stod färdig 1955.
Norrskata fick en egen präst år 1953. Den nybyggda prästgården brann upp 28 november 1955 men byggdes om följande år. I slutet av 1960-talet lades ned prästtjänsten från Norrskata på grund av minskade invånarantalet.
År 2023 byttes kyrkans oljepanna ut mot jordvärmepump.

### Inventarier
Altartavlan utsågs på basen av en idétävling. Intresset för tävlingen var stort och ett tiotal skisser inlämnades. Det vinnande förslaget hade inlämnats av den åboländske konstnären Axel von Haartman, vars altartavla föreställer Jesus som predikar från en båt vid Gennesarets sjö. De övriga skisserna pryder fortsättningsvis kyrksalens väggar.
Flera detaljer i kyrkans inredning har utformats och förfärdigats av norrskataborna själva. I kyrkan kan man se ett votivskepp som har särskild anknytning till orten. Votivskeppet är en miniatyrmodell av briggen Giro, som byggdes år 1868 i Norrskata havträsk och seglade i över trettio år över världshaven med Norrskata som hemort. Miniatyrmodellen är gjord av dipl. ing. Kurt Michelsson som donerade skeppet till Norrskata kyrka år 1986.
Kyrkans orgel med 6 stämmor har tillverkats av Jens Zachariassen år 1895 ursprungligen till Houtskär kyrka. Orgeln flyttades till Norrskata kyrka 1954.
Norrskata hjältegravsmonument har designats av Lauri Leppänen. Monumentet invigdes 26 oktober 1947.